# Provincia eclesiástica de Mérida-Badajoz

Archidiócesis de Mérida-Badajoz
Sufragáneas

La provincia eclesiástica de Mérida-Badajoz constituye una de las 14 provincias eclesiásticas en España. Está constituida por la archidiócesis de Mérida-Badajoz y sus dos diócesis sufragáneas: Las diócesis de Coria-Cáceres y Plasencia.

## Historia

### La sede arzobispal de Mérida
Las primeras comunidades cristianas estables aparecen suficientemente arraigadas en Lusitania ya en el siglo III. La carta de san Cipriano al clero y pueblo de Emérita Augusta (255-257) es el documento más antiguo sobre la Provincia Metropolitana de Lusitania. Con capital en Augusta Emérita, tuvo como diócesis sufragáneas a las sedes de: Pax Iulia (Beja), Olissipo (Lisboa), Ossonoba (Algarve), Idigitania o Egitania (actual Idanha-a-Velha), Conímbriga (Coímbra), Bisseon (Viseu), Lameco (Lamego), Caliabria (¿?), Ebora Liberalitas Iulia (Évora), Salmántica (Salamanca), Ábula (Ávila), Cauria (Coria) y Numancia (Zamora), de las que solamente Caliabria ofrece dudas sobre su localización.
De la época en que Mérida fue cabeza de esta extensa archidiócesis se conservan noticias muy esporádicas de sus arzobispos. En el siglo III comienza la serie de metropolitanos emeritenses con Marcial (¿-255), depuesto por sus propios feligreses que colocaron en su lugar a Félix (255?).
En el siglo IV aparece el pontificado de Liberio que asistió al Concilio de Elvira (311) y al de Arlés (314). Fue el primer arzobispo de Mérida después del Edicto de Milán promulgado por Constantino el Grande (313). Le sucedió Florentino, de quien se conservan pocos datos. Hacia finales de esta centuria se sitúa el pontificado de Idacio, que persiguió junto con el Obispo Itacio de Oxonoba, al hereje Prisciliano y a sus partidarios (384-400) hasta conseguir su condena a muerte. Esto le ocasionó un duro enfrentamiento con sus feligreses, que terminaron por deponerle. Siguen Patruino (385-402) y Gregorio, citado en una de la Decretales de Inocencio III. La ocupación de Hispania por los pueblos germánicos no afectó a la sede arzobispal, que fue respetada.
Continúa la sucesión con Antonio (445-449), que lucha contra maniqueos y priscilianistas; y Zenón (c 483), vicario apostólico en España. San Paulo de Mérida (530-560), médico de origen griego, promovido a la Sede Arzobispal ya en el siglo VI y cuyo largo pontificado fue uno de los más comprometidos por la lucha contra los herejes arrianos, mayoritarios en la diócesis. Asoció a la Sede a su sobrino San Fidel, que le sucedió al morir.
A Fidel le sucedió en la Silla Metropolitana la relevante figura de San Maussona, el más destacado de los arzobispos de Mérida y una de las personalidades más notables de su época. Sufrió persecución por parte del rey Leovigildo para que se hiciera arriano; aconsejó al príncipe Hermenegildo, convertido al catolicismo, y asistió al III Concilio de Toledo (589), en el que el rey Recaredo abjuró de la herejía arriana y se convirtió al Catolicismo.
A este sucedieron en la Silla metropolitana, durante el siglo VII: Inocencio (606-616); Renovato (616-632); Esteban I (632-637) que estuvo en el IV Concilio de Toledo; Oroncio (638-653) que asistió al VII y VIII Concilios de Toledo; Profirio (666); Festo (672); Esteban II (680-684) que asistió al XIV Concilio de Toledo; un Zenón, cuyo pontificado se cree tuvo lugar en el siglo V; Máximo (688-693), y Ariulfo, último de los metropolitanos que corresponde a época visigoda, ya que en su pontificado se produjo la invasión y ocupación de Lusitania por los musulmanes.
Esta ocupación de Mérida por los bereberes africanos (714) bajo el mandato de Mussa-Ibn-Nusair no debió significar una ruptura en la línea de sucesión de los arzobispos emeritenses. Aún bajo la dominación musulmana se menciona a Arulpho (862), citado por San Eulogio de Córdoba como uno de los asistentes al Concilio de aquella ciudad convocado por el Emir Abd-Al-Ramán II. En este concilio se trató como los martirios voluntarios de los mozárabes, refugiándose en la fortaleza de Bathalios (Badajoz) bajo la protección del rey Ibn-Marwan Al Yilliqui, muladí que se había sublevado contra el Emir cordobés.
Ya no sería hasta el siglo XII (1119) cuando el papa Calixto II, al crear la Provincia Metropolitana de Santiago de Compostela, trasladó a ella todos los derechos y privilegios, así como las sedes sufragáneas del arzobispado emeritense hasta que se reconquistase Mérida y se repusiese su Silla Arzobispal. Esta circunstancia se produjo en 1228, cuando el Rey de León Alfonso IX tomó la ciudad al poder musulmán; pero el hecho de que colaborasen con el monarca leonés el arzobispo de Santiago, Bernardo, y el Maestre de la recién creada Orden de Santiago, hizo que ninguno de los dos estuviese dispuesto a restablecer la Sede Metropolitana.
El papa Gregorio IX insistió en la restauración de la Sede de Mérida (Bula del 29 de octubre de 1230) al arzobispo Bernardo, quien dio cumplimiento a las exigencias del Pontífice, nombrando a Alfonso, porcionario de la Iglesia de Santiago, como obispo de Mérida, pero sería anulado su nombramiento a los pocos meses por el mismo arzobispo. Y con el fin de evitar una nueva restauración, cedió Mérida y su tierra a los Caballeros de la Orden de Santiago, que establecieron en ella el Provisorato de la Provincia de León de dicha Orden.

### La sede episcopal de Coria-Cáceres
No se sabe con exactitud ni el origen ni la fecha de creación de la diócesis de Coria-Cáceres, aunque se cree que fue fundada por San Silvestre en el año 338[cita requerida] en tiempos del emperador Constantino. Hay certeza de que existía en el 589, por aparecer Jacinto, Obispo de Coria en las Actas del III Concilio de Toledo. Mantenida a lo largo de los siglos (con el paréntesis musulmán) en la ciudad de Coria, en 1957 se desdobla la capitalidad, elevando la iglesia de Santa María de Cáceres a la dignidad de concatedral, por decisión del obispo Manuel Llopis Ivorra.

### La sede episcopal de Plasencia
La diócesis de Plasencia fue erigida canónicamente por el papa Clemente III en 1189, a instancias del rey Alfonso VIII de Castilla que en ese mismo año había fundado la ciudad. Aunque la bula original no se conserva, el texto íntegro se encuentra en un escrito posterior de Honorio III, del 14 de noviembre de 1221, por el que se confirma la creación del obispado.
En esta época, existen dos datos de relevancia que reflejan el comienzo del funcionamiento de la diócesis: en junio de 1188, el papa Clemente III insta a Pedro Tajador, arcediano de Plasencia, para que someta a todos los placentinos a la autoridad del obispado de Ávila; y el 1 de junio de 1190, firma una orden de donación del rey Alfonso VIII, Bricio, obispo de Plasencia.
Desde su fundación, esta diócesis perteneció a la archidiócesis de Santiago de Compostela, ya que en aquellos momentos la de Mérida estaba bajo el dominio de los musulmanes y carente de población. El Concordato de 1851 adscribió la diócesis a la provincia eclesiástica de Toledo, bajo la jurisdicción de la archidiócesis primada.

### La sede episcopal de Badajoz
La historia de la diócesis de Badajoz se remonta al siglo X, cuando, bajo el Califato de Córdoba, se nombran obispos baicienses como Theudocutus (904); Iulius (932), en época de Abd-Al-Raman II En-Nassir y Daniel (1000).
Tras la invasión musulmana, la sede episcopal pacense se restauró en el siglo XIII gracias a la bula del papa Gregorio IX. Sin embargo, no sería hasta el reinado de Alfonso X, El Sabio, cuando se crease en Badajoz un cabildo catedralicio, con sus privilegios, y se determinase una circunscripción territorial propia, separada de la jurisdicción de las órdenes de Caballería, por la Bula del Papa Alejandro IV (1255) que nombró obispo de la diócesis a Fray Pedro Pérez.
El área territorial diocesana de la Sede Pacense fue durante siglos muy pequeña, ya que se extendía en una pequeña franja estrecha sobre la frontera portuguesa, desde Alburquerque hasta Zafra y Fregenal de la Sierra. El acontecimiento histórico más relevante para esta diócesis fue la publicación de la Bula “Quo Gravius” (1873), del papa Pío IX, por la cual se suprimían los Prioratos de las Órdenes Militares de Santiago (Llerena) y de Alcántara (Magacela y Zalamea de la Serena), cuyos amplísimos territorios jurisdiccionales quedaron, en su gran mayoría, integrados en la diócesis de Badajoz; con lo cual aumentaría en más de cinco veces su superficie territorial y su población.
Ya en el siglo XX, se modificarían de nuevos sus límites diocesanos por un Decreto de la Sede Apostólica (1958) que agregó al Obispado de Badajoz el Arciprestazgo de Castuera, que venía perteneciendo al de Córdoba, así como algunos pueblos de la diócesis de Coria. En cambio, perdió el Arciprestazgo de Montánchez, que quedó agregado a la Sede Cauriense.
Con estas modificaciones la diócesis de Badajoz quedó con una extensión de 17.396 kilómetros cuadrados, y una población aproximada de seiscientos mil habitantes, que representan prácticamente la totalidad de la provincia de la Baja Extremadura.

### La restitución de la provincia eclesiástica
Por último, el día 28 de julio de 1994, el papa Juan Pablo II, por la Bula Universae Ecclesiae sustinentes crea la nueva Provincia Eclesiástica de Mérida-Badajoz, que comprende a las tres diócesis extremeñas: Badajoz, Coria-Cáceres y Plasencia. La de Badajoz se unió a la de Mérida y fue elevada a archidiócesis metropolitana. El primer arzobispo de la nueva Sede Metropolitana fue Antonio Montero Moreno, que toma posesión de la archidiócesis en el acto de ejecución de dicha Bula, en el teatro romano de Mérida, el día 12 de octubre de 1994. Al acto asistieron 15 prelados españoles, el nuncio Lajos Kada y 4500 personas, junto con autoridades civiles de Extremadura.

## Organización territorial

### Datos de la Provincia Eclesiástica
La provincia eclesiástica de Mérida Badajoz está formada por la archidiócesis de Mérida-Badajoz -que es la sede metropolitana- y las diócesis sufragáneas de Coria-Cáceres y Plasencia. Además, el arzobispo de Mérida-Badajoz es el metropolitano de la provincia y tiene autoridad limitada sobre las diócesis sufragáneas.
| Provincia eclesiástica de Mérida-Badajoz | Provincia eclesiástica de Mérida-Badajoz | Provincia eclesiástica de Mérida-Badajoz |
| Catedral                                 | Advocación                               | Diócesis                                 |
| ---------------------------------------- | ---------------------------------------- | ---------------------------------------- |
| Catedral de Badajoz                      | Juan el Bautista                         | Mérida-Badajoz                           |
| Concatedral de Mérida                    | Asunción de María                        | Mérida-Badajoz                           |
| Catedral de Coria                        | Asunción de María                        | Coria-Cáceres                            |
| Concatedral de Cáceres                   | Virgen María                             | Coria-Cáceres                            |
| Catedral de Plasencia                    | Asunción de María                        | Plasencia                                |

Actualmente, la provincia tiene alrededor de 578 parroquias, abarca unos 37.457 km² en donde habitan aproximadamente 1.127.560 de personas de las cuales el 98,03% son católicos.
| Datos comparativos entre las diócesis de la provincia  | Datos comparativos entre las diócesis de la provincia | Datos comparativos entre las diócesis de la provincia | Datos comparativos entre las diócesis de la provincia | Datos comparativos entre las diócesis de la provincia | Datos comparativos entre las diócesis de la provincia |
| ------------------------------------------------------ | ----------------------------------------------------- | ----------------------------------------------------- | ----------------------------------------------------- | ----------------------------------------------------- | ----------------------------------------------------- |
| Diócesis                                               | Erigida                                               | Área(km²)                                             | % C.                                                  | Población total                                       | P.                                                    |
| Mérida-Badajoz                                         | siglo III                                             | 17.405                                                | 98,5                                                  | 597.300                                               | 217                                                   |
| Coria-Cáceres                                          | siglo IV                                              | 10.052                                                | 98,8                                                  | 251.160                                               | 161                                                   |
| Plasencia                                              | 1189                                                  | 10.000                                                | 96,8                                                  | 279.100                                               | 200                                                   |
| Total                                                  | Total                                                 | 37.457                                                | 98,03                                                 | 1.127.560                                             | 578                                                   |
| P.=Número de parroquias; % C.=Porcentaje de católicos; |                                                       |                                                       |                                                       |                                                       |                                                       |

## Sede Arzobispado de "Mérida-Badajoz"

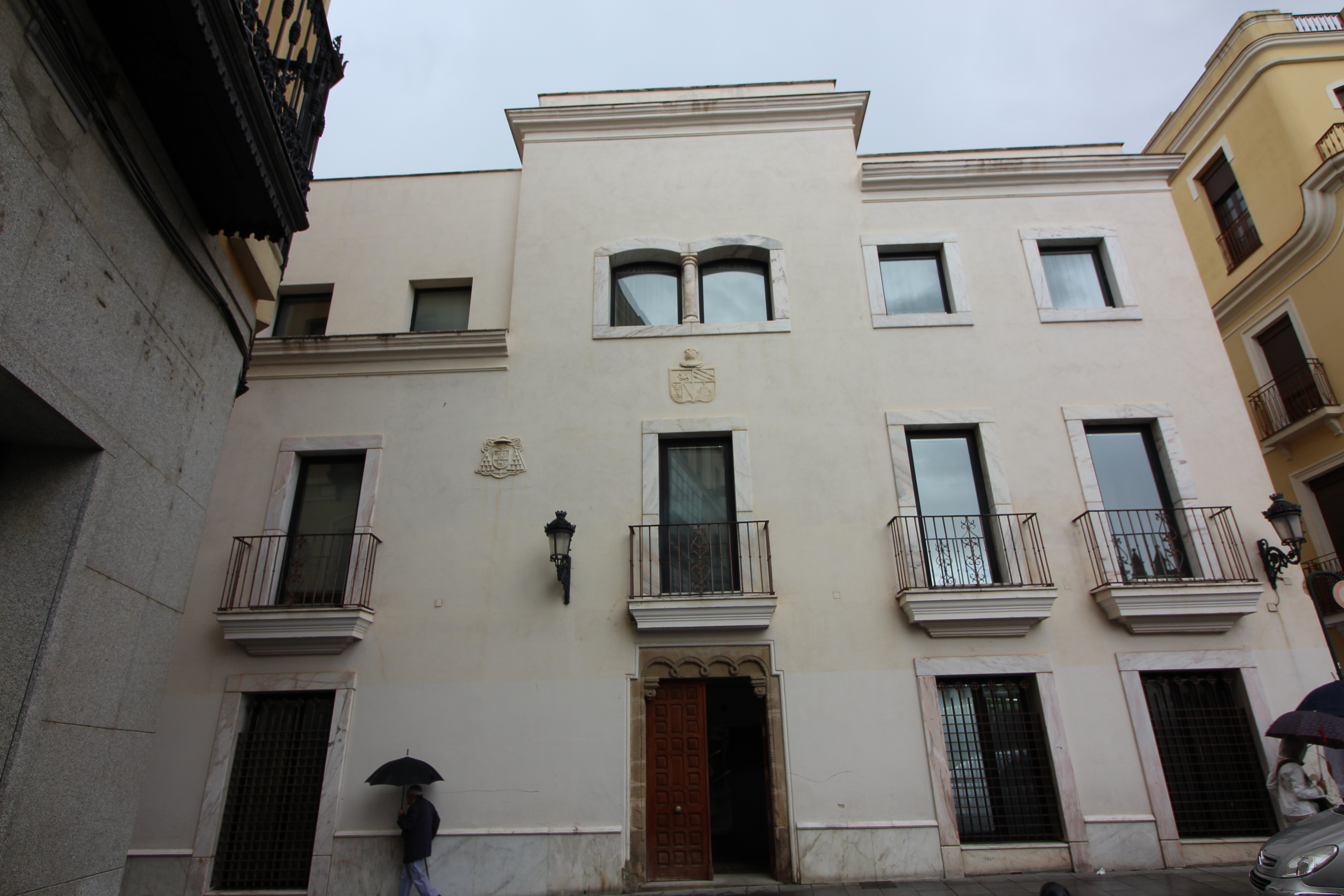
Sede del Arzobispado Metropolitano en Badajoz.

Las ciudades de Mérida y Badajoz son las dos capitales de la provincia eclesiástica de Mérida-Badajoz; sin embargo los principales organismos como la sede del Arzobispado, el Palacio arzobispal o el archivo eclesiástico se encuentran en la ciudad de Badajoz. Ambas ciudades albergan las curias arzobispales y los cabildos catedralicios. 
- Sede del Arzobispado en Mérida[cita requerida]

C/ San Salvador, 3. 06800, Mérida.  
- Arzobispado y Palacio arzobispal en Badajoz.

C/ Obispo San Juan de Ribera, 2. 06002, Badajoz
Teléfono: 924 222 847
Fax: 924 246 992
arzomeba@archimeridabadajoz.org

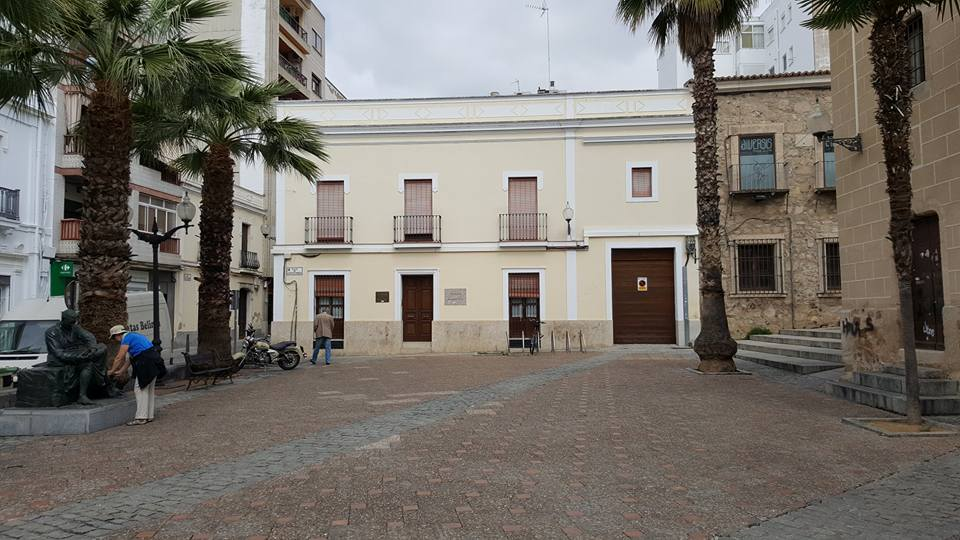
Sede del Arzobispado en la ciudad de Mérida.

- Sede del Arzobispado en la ciudad de Mérida.Casa de la Iglesia "San Juan de Ribera".

Avda. Manuel Saavedra Martínez, 2. 06006, Badajoz.
Teléfono: 924 247 750
Fax: 924 277 500

### Archivos Eclesiásticos de "Mérida-Badajoz"
- C/ Obispo San Juan de Ribera, 13. 06002, Badajoz.[10]

Teléfono: 924 201 461
archivodiocesao@archimeridabadajoz.org

## Patronos
El patrono de la archidiócesis es San Juan Bautista; teniendo el cabildo de la catedral de Badajoz rango de Catedral Metropolitana.
Así mismo, varios prelados de la sede metropolitana han llegado a los altares; san Masona, san Fidel y san Paulo, arzobispos de Mérida y san Juan de Ribera, obispo de la sede badajocense.
Desde 2012, la mártir santa Eulalia es Patrona de la Juventud en Extremadura.

## Episcopologio
- Ver Lista de Obispos y Arzobispos de Mérida-Badajoz
- Ver Lista de Obispos de Coria-Cáceres
- Ver Lista de Obispos de Plasencia